# Барабан (пісня)
«Барабан» — сингл українського співака Артема Пивоварова та Клавдії Петрівни, випущений 25 квітня 2024 року.

## Основа для пісні
Основою пісні став вірш «Барабан печалі» українського поета-футуриста Ґео Шкурупія.

## Концертна прем'єра
Концертна прем'єра пісні відбулася на концертах Артема Пивоварова в Палаці Спорту в Києві 19, 20 та 22 квітня 2024 року, під час яких видбулася перша поява Клавдії Петрівни перед публікою.

## Музиканти
- Артем Пивоваров — вокал, продюсер.
- Klavdia Petrivna — вокал.
- Foxxstudios — мастеринг.

## Чарти
Пісня посіла 4 місце у списку 100 найпопулярніших пісень України на платформі Apple Music і 7 місце у відповідному списку з 50 пісень на Spotify.